# Підчаший великий литовський
Підчаший великий литовський (пол. podczaszy wielki litewski, лат. pocillator Magni Ducatus Lithuaniae) — уряд дворський Великого князівства Литовського Речі Посполитої.

## Історія
Уряд відомий з початку XV століття. Спочатку він називався підчаший Великого князівства Литовського, після Люблінської унії — підчаший великий литовський. До його компетенції належало завідування напоями під час свят великокнязівського двору. Підчаший подавав чашнику напої для розливу володарю, попередньо скуштувавши їх сам, — цим мали нівелюватися потенційні спроби отруїти монарха. Він також подавав десерти, завідував пивницею та дуже дорогими на той час спеціями.
Спочатку підчаший був заступником і помічником чашника, пізніше перевершив за значенням останнього. Цей уряд мав у Короні відповідника — підчашия великого коронного. З часом посада стала номінальною, однак залишалась дуже почесною. Цей уряд зазвичай посідали лише магнати з таких знатних родів, як Радзивіли, Сапіги, Ходкевичі та інші.

## Список підчаших великих литовських[1]

### Підчаші Великого князівства Литовського
- Олехно Монтигирдович (1410)
- Андрушко (1424)
- Олехно Судимонтович (1448—1477)
- Богдан Сенкович Гостський (1488)
- Олександр Юрійович Гольшанський (1488—1493)
- Миколай Радзивілл (1493—1505)
- Альбрехт Гаштольд (1505—1509)
- Юрій Радзивілл (1509—1517)
- Ян Радзивілл (1517—1542)
- Єроним Ходкевич (1542—1544)
- Миколай Радзивілл (Рудий) (1544—1551)
- Станіслав Кезгайло (1551—1554)
- Миколай Кишка (1555—1569)

### Підчаші великі литовські
- Христофор Перун Радзивілл (1569—1579)
- Ян Кишка (1580—1588)
- Костянтин Острозький (1588)
- Андрій Сапіга (1588—1592)
- Христофор Миколай Дорогостайський (1592—1596)
- Ян-Кароль Ходкевич (1596—1599)
- Януш Радзивілл (1599—1619)
- Андрій Лаврінович Война (1620—1630)
- Миколай Весєловський (1630—1633)
- Кшиштоф Сапіга (1633—1637)
- Сигізмунд Кароль Радзивілл (1638—1642)
- Гедеон Міхал Тризна (1642—1644)
- Казимир Тишкевич (1644—1652)
- Михайло-Кароль Радзивілл (1653—1656)
- Михайло Казимир Радзивілл (1656—1661)
- Кшиштоф Потоцький (1661—1675)
- Ян Кароль Дольський (1676—1685)
- Єжи Юзеф Радзивілл (1685—1688)
- Марцін Міхал Крішпін-Кіршенштейн (1689—1697)
- Януш Антоній Вишневецький (1697—1699)
- Казимир Чарторийський (1699—1707 і 1709—1712)
- Єжи Ієронім Крішпін-Кіршенштейн (1708—1713) — призначений Станіславом Лещинським
- Фредерик Юзеф Денгоф (1712—1723)
- Ян Клеменс Браницький (1723—1724)
- Александр Потій (Поцей, 1724—1739)
- Єронім Флоріан Радзивілл (1739—1750)
- Антоній Тадеуш Пшездзецький (1750—1752)
- Кароль Станіслав Радзивілл (1752)
- Казимир Адріан Масальський (1752—1756)
- Ян Миколай Масальський (1756—1763)
- Йоахім Потоцький (1763—1780)
- Філіп Нереуш Олізар (1780—1794)
- Юзеф Іґнацій Косаковський (1794—1795)